# مارسيلينو هويرتا
مارسيلينو هويرتا (بالإنجليزية: Marcelino Huerta)‏ هو لاعب كرة قدم أمريكية ومدرب رياضي أمريكي، ولد في 31 أكتوبر 1924 في تامبا في الولايات المتحدة، وتوفي بنفس المكان في 7 أكتوبر 1985.

## وصلات خارجية
- مارسيلينو هويرتا على موقع قاعة فلوريدا للمشاهير الرياضية (الإنجليزية)